# Eleanor Roosevelt
Anna Eleanor Roosevelt (New York, 11 oktober 1884 – aldaar, 7 november 1962) was een Amerikaanse politica, diplomate en activiste. Als echtgenote van de Amerikaanse president Franklin D. Roosevelt was ze de langst dienende first lady van de Verenigde Staten, van maart 1933 tot het overlijden van haar man in april 1945.
President Harry S. Truman noemt haar de 'first lady van de wereld' vanwege haar verwezenlijkingen voor de rechten van de mens.

## Jeugd
Ze was de dochter van Elliott Roosevelt Sr. (een broer van president Theodore Roosevelt) en Anna Hall. Haar vader was verslaafd aan drugs en drank. Van haar moeder kreeg ze geen affectie. In 1892 stierf haar moeder en twee jaar later haar vader. Eleanor, 10 jaar oud, ging vervolgens bij haar oma wonen. Toen ze 15 was ging ze naar Allenwood Academy, een kostschool in Londen.
Eenmaal terug in de VS, huwde ze haar achterachterachterachterneef. Twaalfdegraads familie, in het Nederlands is hier geen duidelijk woord voor, in het Engels 5th cousin once removed.

## Publiek leven voor het Witte Huis
Nadat Franklin in 1921 getroffen was door polio, begon Eleanor met openbare optredens namens haar gehandicapte man of als stand-in voor hem. Ze werd daarbij vaak gecoacht door Louis Howe, de politieke adviseur van haar man. Ze begon ook te werken met de Women's Trade Union League (WTUL), het werven van fondsen ter ondersteuning van de doelstellingen van de Unie: een 48-urige werkweek, minimumloon en de afschaffing van kinderarbeid.

## First lady van de Verenigde Staten (1933-1945)

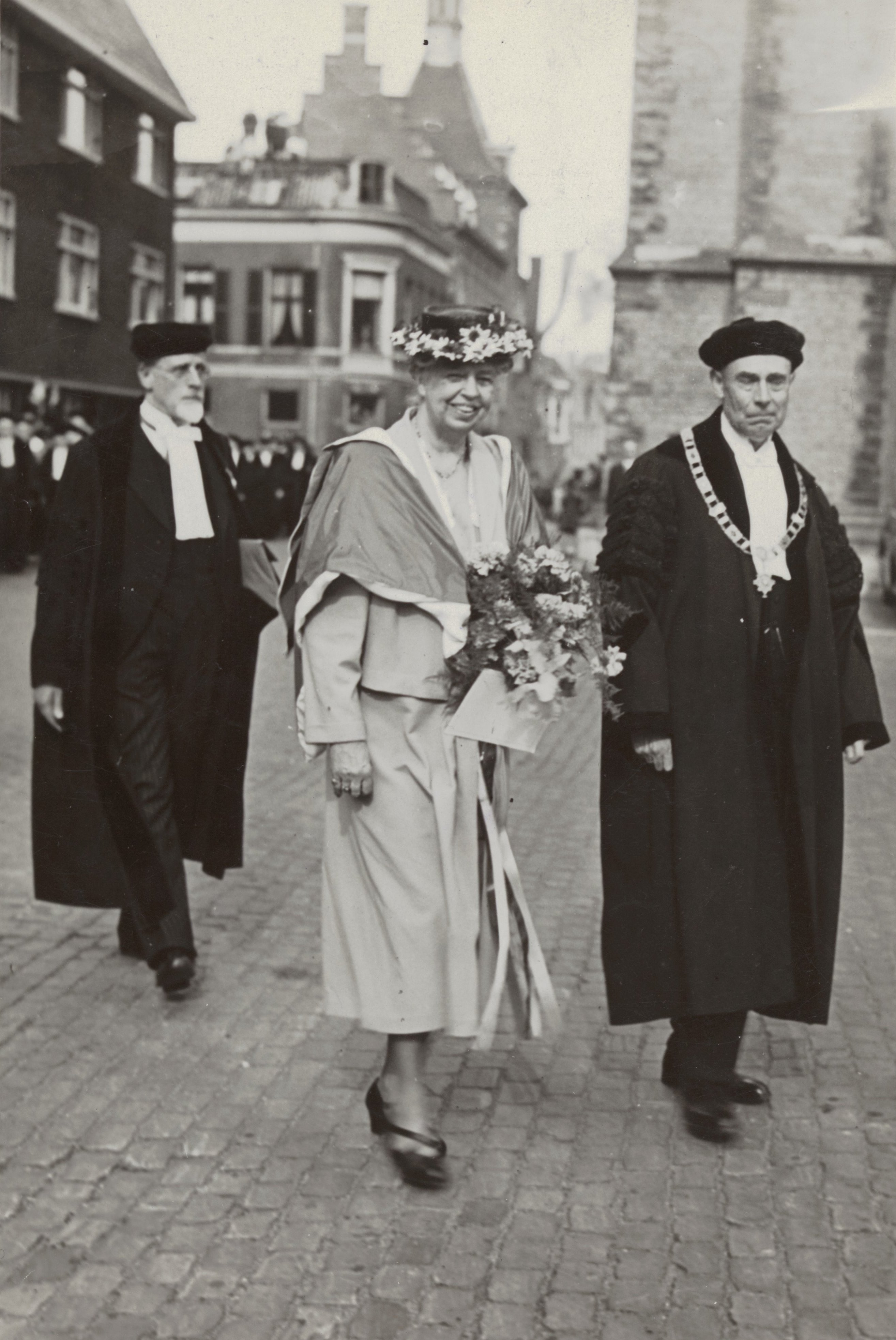
Roosevelt eredoctor in Utrecht (1948)

Ze trad aan op het dieptepunt van de economische crisis en deed, wat van haar werd verwacht. Samen met Cornell University ontwikkelde ze goedkope maar voedzame recepten, die met de huisvrouwen werden gedeeld. Ook op diners in het Witte Huis werden simpele gerechten geserveerd als gepocheerd ei in tomatensaus.
Met steun van Howe en ook van de journaliste Lorena Hickok, met wie ze een affaire had, was ze de eerste first lady die zich bleef uitspreken over onder andere mensenrechten; daarvoor gebeurde dit nooit. Hierdoor werd ze volgens haar biograaf Cook in haar tijd als “de meest controversiële first lady van de Verenigde Staten” beschouwd. Na de aanval op Pearl Harbor op 7 december 1941 sprak ze zich uit over Japans-Amerikaanse vooroordelen, ze kreeg hierdoor veel kritiek. 
Tijdens de vier ambtsperioden van haar man Franklin D. Roosevelt was zij de langstzittende First Lady.

## Mensenrechten
Na de Tweede Wereldoorlog speelde ze een grote rol in het opstellen van de Universele Verklaring van de Rechten van de Mens en in het vaststellen van basisrechten voor Amerikanen. Op 10 december 1946 werd ze gekozen tot eerste voorzitter van de Mensenrechtencommissie van de Verenigde Naties, wat ze bleef tot 1952. In die jaren maakte ze ook steeds deel uit van de Amerikaanse delegatie naar de Algemene Vergadering. Dat stopte toen in 1952 de Republikeinen in Washington aan het bewind kwamen.
Met anderen stichtte ze "Freedom House", een stichting ter bevordering van de democratie en onderzoek daarnaar. Eleanor zorgde voor hogere lonen voor Afro-Amerikanen en vrouwen, door haar konden vrouwen ook ander werk dan machinewerk doen. 
Zowel in 1952 als in 1956 steunde ze van harte de Democratische kandidaat voor het presidentschap, Adlai Stevenson. Ze had hem graag ten derde malen zien opgaan in 1960, maar legde zich ten slotte neer bij de nominatie van John F. Kennedy, die ze te behoudend vond. In 1961 zat ze weer als voorheen in de delegatie naar de Algemene Vergadering.

## Park
Ze was ook verantwoordelijk voor de oprichting van het Roosevelt Campobello International Park op Campobello Island in New Brunswick; dat gebeurde in 1964, nadat het zomerverblijf van de Roosevelts aan de overheden van de VS en Canada was geschonken.

## Zoon
Na haar dood schreef haar zoon Elliot een aantal mysteries waarin Eleanor als de detective de politie helpt bij het oplossen van de moorden, terwijl ze de first lady is. Alhoewel de verhalen fictie zijn komen er bestaande plaatsen en personen in voor.

## Citaat
- "It isn't enough to talk about peace. One must believe in it. And it isn't enough to believe in it. One must work at it.";

vertaald: "Het is niet genoeg om over vrede te praten. Je moet erin geloven. En het is niet genoeg om erin te geloven. Je moet eraan werken."